# Johnny Jolly
(en) Statistiques sur pro-football-reference
Johnny Ray Jolly Jr (né le 21 février 1983 à Houston) est un joueur américain de football américain.

## Enfance
Johnny fait ses années lycéennes à la Forest Brook High School de Houston. Il s'illustre dans l'équipe du lycée à divers postes de la ligne défensive et apparait comme un des meilleurs joueurs du district lors de ces trois saisons.

## Carrière

### Université
Il entre à l'université A&M du Texas et devient titulaire avec les Aggies à partir de 2003. Lors de cette saison, il totalise 95 tacles et deux sacks. Après cette saison, Jolly devient un élément récurrent des first-team de conférence et de journaux.

### Professionnel

#### Bon début
Johnny Jolly est drafté lors du draft de 2006 par les Packers de Green Bay lors du sixième tour au 183e choix. Lors de sa première saison (rookie), Jolly entre lors de six matchs pour remplacer des joueurs plus expérimentés qui se blessent durant les parties. En 2007, il devient titulaire à la place de Corey Williams, blessé.
Lors des saisons 2008 et 2009, il joue l'ensemble des matchs des Packers, devenant un joueur récurrent dans l'équipe-type de Green Bay.

#### Affaires judiciaires
Le 8 juillet 2008, Jolly est arrêté par la police de Houston en possession de deux-cents grammes de codéine (considéré comme un crime au second degré). Il est présent lors de son procès le 22 juillet et devient le premier joueur de Green Bay (depuis 2000) à être jugé pour crime, risquant de deux à vingt ans de prison.
La cour rejette les accusations contre Jolly par une des cours du Texas le 16 juillet mais sont de nouveaux portés contre Jolly en décembre 2009. Néanmoins c'est la première fois que Jolly est arrêté (ayant un casier judiciaire vide) donc il ne pourrait écoper que d'une mise à l'épreuve.

#### Suspension
Le 16 juillet 2010, soit deux ans après les faits, la NFL suspend Jolly « indéfiniment ». Le 11 février 2011, Jolly commence le processus de demande de réintégration mais il est arrêté le 25 mars 2011 possédant une nouvelle fois de la codéine, et roulant en voiture alors que son permis est suspendu.
Libéré après six mois de prison, il a été réintégré par la NFL en février 2013.
Il est toujours sous contrat avec les Packers de Green Bay.